# 34678 Hansenestruch
34678 Hansenestruch este o planetă minoră (asteroid), cu un diametru de 4,305 km, din centura de asteroizi. A fost descoperită pe 4 ianuarie 2001 la Experimental Test Site⁠(d) de Lincoln Near-Earth Asteroid Research. 
Obiectul prezintă o orbită caracterizată de o semiaxă mare de 2,4686146 UAi, o excentricitate de 0,15, o înclinație de 4,32064 ° în raport cu ecliptica.